# جامعة الدنمارك التقنية
جامعة الدنمارك التقنية هي جامعة عامة في الدنمارك تأسست سنة 1829. تقع في مدينة كوبنهاغن.

## أشهر خريجي الجامعة
- هنريك بونتوبيدان
- هنريك دام
- هارالد بور

## إحصائيات
يبلغ عدد طلاب الجامعة 11031 طالب، منهم 3834 طالب دراسات عليا.

## وصلات خارجية
- الموقع الرسمي